# Lawrencega longitarsis
Lawrencega longitarsis är en spindeldjursart som beskrevs av Lawrence 1967. Lawrencega longitarsis ingår i släktet Lawrencega och familjen Melanoblossiidae. Inga underarter finns listade i Catalogue of Life.